# Yaddlethorpe
Yaddlethorpe är en ort i civil parish Bottesford, i distriktet North Lincolnshire, i grevskapet Lincolnshire, i England. Yaddlethorpe var en civil parish 1866–1887 när blev den en del av Bottesford. Civil parish hade 168 invånare år 1881. Byn nämndes i Domedagsboken (Domesday Book) år 1086, och kallades då Iadulfestorp/Iadulftorp.